# Robert Frazer
Pour les articles homonymes, voir Frazer.
Ne pas confondre avec le marchand d'art londonien Robert Fraser.
Robert Frazer est un acteur américain né le 29 juin 1891 à Worcester dans le Massachusetts, mort le 17 août 1944 à Los Angeles en Californie aux États-Unis.

## Biographie
Fringant jeune premier du cinéma muet, Frazer a fait ses débuts à l'écran en 1912 et a incarné le premier rôle de Robin des Bois au cinéma dans Robin Hood (1912) d'Étienne Arnaud et Herbert Blaché. Frazer a ensuite joué des héros robustes dans des films d'aventure ou a accompagné dans des comédies romantiques certains des meilleurs stars féminines de l'époque du muet, dont Clara Kimball Young, Anita Stewart, Mae Murray, Renée Adorée, ou encore Pola Negri. Avec l'arrivée du cinéma parlant, il est relégué peu à peu à des rôles secondaires.

## Filmographie

### Années 1910
- 1912 : The Holy City : The Redeemer
- 1912 : A Double Misunderstanding
- 1912 : The Dreamers : Edward
- 1912 : That Loving Man : Bob Anderson
- 1912 : The Double Cross : George Carter, a Rich Bachelor
- 1912 : Boys Again : Arthur Prince
- 1912 : Robin Hood d'Étienne Arnaud et Herbert Blaché : Robin Hood
- 1912 : Dolls : Anson Carr
- 1912 : The Passing Parade : Boy of the Lover's Duet
- 1912 : The Lucky Loser : Will Ross, The Winner
- 1912 : All on Account of a Ring
- 1912 : Caprices of Fortune : Charles Nichols, Bertha's Fiancee
- 1912 : The Homecoming : Mr. Langdon
- 1912 : Rosie : John
- 1912 : Silent Jim : Black Baptiste
- 1912 : The Honor of the Firm : Jim Cooper
- 1913 : Thus Saith the Lord : Jesus Christ
- 1913 : When Light Came Back : Sam, the Daughter's Lover
- 1913 : The Witch
- 1913 : For the Man She Loved
- 1913 : Soul to Soul : Bill Paoli
- 1913 : The Thirst for Gold : George Truesworth
- 1913 : The Banker's Daughter : Harrison Barney
- 1913 : Rob Roy : Francis Osbaldistone
- 1913 : A Puritan Episode : Abner Morton, Alice's Husband
- 1913 : Why Aunt Jane Never Married : The Stranger
- 1913 : One of the Rabble : Bob Howell
- 1914 : Duty : Jack Welby
- 1914 : The Renunciation : John, a Young Prospector
- 1914 : When Death Rode the Engine : Jack Webster, the Sheriff
- 1914 : The Dupe
- 1914 : The Price Paid : George Austen, Office Holder
- 1914 : The Jackpot Club
- 1914 : The Aztec Treasure : Dick Henshaw
- 1914 : Fate's Finger : The Other Man
- 1914 : Till the Sands of the Desert Grow Cold : Jim Hazen
- 1914 : The Line Rider
- 1914 : The Squatters
- 1914 : The Return
- 1914 : The Ghost of the Mine
- 1915 : The Lone Star Rush
- 1916 : The Ballet Girl : Fred Pearl
- 1916 : The Feast of Life : Pedro
- 1916 : The Decoy : Jim Danvers
- 1916 : The Light at Dusk : Nicholas
- 1916 : The Dawn of Love : John Lang
- 1919 : L'Appel du cœur (Her Code of Honor) de John M. Stahl : Richard Bentham
- 1919 : Bolshevism on Trial : Captain Norman Worth
- 1919 : The Bramble Bush : Peter Vernon

### Années 1920
- 1921 : Without Limit : David Marlowe
- 1921 : Love, Hate and a Woman : The Brother
- 1921 : The White Desert de Reginald Barker
- 1922 : Partners of the Sunset (en) : David Brooks
- 1922 : Fascination de Robert Z. Leonard : Carrita (a toreador)
- 1922 : Yellow Men and Gold : Abraham
- 1922 : The Faithless Sex : Latimer
- 1922 : Mr. Potter of Texas : Charles Errol
- 1922 : When the Desert Calls : Eldred Caldwell / George Stevenson
- 1922 : How Women Love : Griffith Ames
- 1922 : My Friend the Devil : The Artist
- 1923 : As a Man Lives : Sherry Mason
- 1923 : La Folie du jazz (Jazzmania) de Robert Z. Leonard : Captain Valmar
- 1923 : The Love Piker : Martin Van Huisen
- 1923 : A Chapter in Her Life de Lois Weber : Dr Ballard
- 1924 : After the Ball : District Attorney
- 1924 : When a Man's a Man de Edward F. Cline : Phil Acton
- 1924 : Women Who Give : Captain Joe Cradlebow
- 1924 : Men : Georges Kleber
- 1924 : Traffic in Hearts : Lawrence Hallor
- 1924 : Bread : Martin Devlin
- 1924 : Broken Barriers : John Moore
- 1924 : The Foolish Virgin de George W. Hill : Jim Owens / Eiphann Owens
- 1924 : The Mine with the Iron Door : Natachee
- 1925 : Miss Bluebeard : Larry Charters
- 1925 : La Charmeuse (The Charmer) de Sidney Olcott : Dan Murray
- 1925 : The White Desert : Keith
- 1925 : The Scarlet West : Cardelanche
- 1925 : The Keeper of the Bees : James MacFarlane
- 1925 : The Love Gamble : Douglas Wyman
- 1925 : Why Women Love : Captain Rodney O'Malley
- 1925 : The Other Woman's Story : Colman Colby
- 1925 : Les Orphelins de la mer (The Splendid Road) de Frank Lloyd : Stanton Halliday
- 1925 : The Golden Strain : Sergeant
- 1926 : Secret Orders de Chester Withey : Bruce Corbin
- 1926 : La Roche qui tue (Desert Gold) de George B. Seitz : Dick Gale
- 1926 : The Isle of Retribution : Ned Cornet
- 1926 : The Speeding Venus : John Steele
- 1926 : Dame Chance : Lloyd Mason
- 1926 : The City de Roy William Neill : George Rand Jr
- 1926 : Sin Cargo de Louis J. Gasnier : Captain Matt Russell
- 1927 : One Hour of Love (en) de Robert Florey : James Warren
- 1927 : Wanted: A Coward de Roy Clements : Rupert Garland
- 1927 : Lighting : Lee Stewart
- 1927 : The Silent Hero : Bud Taylor
- 1927 : Out of the Past : Beverley Carpenter
- 1927 : Sur la piste blanche (Back to God's Country) d'Irvin Willat : Bob Stanton
- 1928 : Burning Up Broadway : Bob Travers
- 1928 : Princesse de Luna Park (The Little Snob) : Jim Nolan
- 1928 : The Scarlet Dove : Alexis Petroff
- 1928 : Out of the Ruins : Paul Gilbert
- 1928 : Black Butterflies : David
- 1928 : City of Purple Dreams : Daniel Randolph
- 1929 : Sioux Blood : Lone Eagle
- 1929 : The Woman I Love : John Reed
- 1929 : Careers de John Francis Dillon : Lavergne
- 1929 : The Drake Case : Roger Lane
- 1929 : L'Iceberg vengeur (Frozen Justice) d'Allan Dwan : Lanak

### Années 1930
- 1930 : Beyond the Law : Dan Wright
- 1931 : Ten Nights in a Barroom (it) : Dr Romaine
- 1931 : The Mystery Trooper : Jack Logan
- 1931 : Oh! Oh! Cleopatra
- 1931 : Two-Gun Caballero : The Two-Gun Caballero
- 1931 : The Wide Open Spaces
- 1932 : The Rainbow Trail : Chief Lone Eagle
- 1932 : Discarded Lovers : Warren Sibley
- 1932 : The Saddle Buster (en) de Fred Allen : Rance
- 1932 : Arm of the Law : Gregory Brandess
- 1932 : Rule 'Em and Weep
- 1932 : Les Morts-vivants (White Zombie) de Victor Halperin : Charles Beaumont
- 1932 : Fighting for Justice (en) : Raney
- 1932 : Two Lips and Juleps; or, Southern Love and Northern Exposure
- 1932 : The King Murder de Richard Thorpe : Van Kempen
- 1932 : The Crooked Circle (en) de H. Bruce Humberstone : The Stranger
- 1932 : The Bride's Bereavement; or, The Snake in the Grass
- 1933 : The Vampire Bat : Emil Borst
- 1933 : The Three Musketeers : Major Booth, USA
- 1933 : Found Alive : Harry Roberts
- 1933 : The Whispering Shadow : Official
- 1933 : Justice Takes a Holiday : David Harrison
- 1933 : The Fighting Parson : Reverend Joseph Doolittle
- 1933 : Notorious but Nice de Richard Thorpe : l'homme du parc
- 1933 : Her Forgotten Past : Voice of accomplice
- 1933 : The Mystery Squadron : Dr Flint
- 1934 : Love Past Thirty : Don Meredith
- 1934 : Men in White : Hudson's Butler
- 1934 : Guilty Parents : District Attorney
- 1934 : Monte Carlo Nights (en) de William Nigh : Jim Daggett
- 1934 : Green Eyes de Richard Thorpe : Broker
- 1934 : Fifteen Wives : Chemist
- 1934 : Port of Lost Dreams : Radio Announcer
- 1934 : L'Héritage du chercheur d'or (The Trail Beyond) de Robert N. Bradbury : Jules LaRocque
- 1934 : Counsel on De Fence
- 1934 : Fighting Trooper : Jim Hatfield
- 1934 : The World Accuses : Attorney Hopper
- 1935 : The Fighting Pilot : Cardigan
- 1935 : Public Opinion : Mona's Attorney
- 1935 : One in a Million de Frank R. Strayer : Capitaine détective
- 1935 : Circumstantial Evidence : District Attorney
- 1935 : Million Dollar Haul : Graham
- 1935 : Le Cavalier miracle (The Miracle Rider) de B. Reeves Eason et Armand Schaefer : Chief Black Wing [Ch. 1]
- 1935 : Social Error : Telephone man
- 1935 : La Joyeuse Aventure (Ladies Crave Excitement) de Nick Grinde : Globe Sales Manager
- 1935 : Trails of the Wild : Bob Staley
- 1935 : Condemned to Live (en) de Frank R. Strayer : Dr Duprez
- 1935 : Death from a Distance : Morgan
- 1935 : L'Île des rayons de la mort (The Fighting Marines) de William Reeves Easton et Joseph Kane : H. R. Douglas
- 1935 : Never Too Late (en) de Bernard B. Ray : Commissioner George Hartley
- 1936 : Gambling with Souls : Dr Miller
- 1936 : Silver Spurs (en) de Ray Taylor : Art Holden
- 1936 : Murder at Glen Athol : Dr Agnew
- 1936 : The Amazing Exploits of the Clutching Hand (en) : Dr Paul Gironda [Chs.1,4,8,13-15]
- 1936 : Below the Deadline : Palmer
- 1936 : Easy Money : Lab Man
- 1936 : It Couldn't Have Happened - But It Did : Schaefer
- 1936 : The Black Coin : James Hackett
- 1936 : Le Jardin d'Allah (The Garden of Allah) de Richard Boleslawski : Smain
- 1936 : Without Orders : CCC Camp Supervisor
- 1936 : Ellis Island de Phil Rosen : Murdock, Bureau of Vital Statistics
- 1936 : What Becomes of the Children? : John Worthington
- 1936 : The Rest Cure : Capt. Henri Rillette
- 1937 : Left-Handed Law : Tom Willis
- 1937 : L'Or et la Chair (The Toast of New York) de Rowland V. Lee et Alexander Hall : Vanderbilt's broker
- 1937 : Black Aces : Homer Truesdale
- 1938 : The Secret of Treasure Island : Passenger ship captain #1 [Ch. 1]
- 1938 : Phantom Ranger : Chief McGregor
- 1938 : Religious Racketeers : Inspector Burke
- 1938 : Delinquent Parents : Wharton's Lawyer
- 1938 : On the Great White Trail : Andrew Larkin
- 1938 : Cipher Bureau (en) de Charles Lamont : Paul's counsel
- 1939 : Disbarred : Brimmer
- 1939 : Navy Secrets : Peter (spy ring member)
- 1939 : Six-Gun Rhythm : Lem Baker
- 1939 : Juarez de William Dieterle
- 1939 : Hotel Imperial (en) : Austrian Courier
- 1939 : Law of the Wolf : Lt. Franklin
- 1939 : Daughter of the Tong : Chief Williams
- 1939 : Crashing Thru (en) d'Elmer Clifton : Doctor
- 1939 : The Mad Empress

### Années 1940
- 1940 : Music in My Heart : Gardner's Lawyer
- 1940 : Forgotten Girls de Phil Rosen : Prosecuting Attorney
- 1940 : Love, Honor and Oh Baby! : Investigator
- 1940 : Grand Ole Opry : Slick
- 1940 : One Man's Law : Russell Fletcher
- 1941 : Pals of the Pecos (en) de Lester Orlebeck (en) : Stevens
- 1941 : Roar of the Press : Louis Detmar
- 1941 : Gangs of Sonora (en) de John English : Commissioner Sam Tredwell
- 1941 : Bad Man of Deadwood : Crooked Businessman
- 1941 : The Gunman from Bodie : Wyatt
- 1941 : The Devil Pays Off de John H. Auer : Detective
- 1941 : Dick Tracy vs. Crime Inc. (en) : Daniel Brewster
- 1942 : Code of the Outlaw : Billings
- 1942 : Black Dragons de William Nigh : Amos Hanlin
- 1942 : The Dawn Express (en) : John Oliver
- 1942 : Inside the Law (en) d'Hamilton MacFadden : Bank Official
- 1942 : Flight Lieutenant (en) de Sidney Salkow : Capt. Hall
- 1942 : Riders of the West : John Holt
- 1942 : Dawn on the Great Divide : Judge Corkle
- 1943 : Dead Man's Gulch (en) de John English : Traynor
- 1943 : A Night for Crime : Studio man
- 1943 : Daredevils of the West (en) : Martin Dexter
- 1943 : Criminals Within (en) Joseph H. Lewis : Capt. Bryant
- 1943 : Seeing Hands : Bit Role
- 1943 : The Stranger from Pecos : Bill Barstow
- 1943 : Wagon Tracks West : Robert Warren
- 1943 : Le Cavalier du Kansas (The Kansan) de George Archainbaud : Saloon Gambler
- 1944 : Captain America d'Elmer Clifton et John English : Dr Clinton Lyman [Chs. 10-12]
- 1944 : Partners of the Trail de Wallace Fox : J. D. Edwards
- 1944 : Law Men : Banker Bradford
- 1944 : The Tiger Woman (en) : Ramgah, High Priest
- 1944 : Les Pillards de l'Arizona (Forty Thieves) de Lesley Selander : Juge Reynolds
- 1949 : Gun Cargo : First Mate Fred Winthrop